# Société française de microbiologie
La Société française de microbiologie (SFM) est une société savante fondée en 1937, spécialisée dans la Microbiologie, qui a vocation « à rassembler les microbiologistes de France et des pays francophones, travaillant dans les différents domaines de la microbiologie médicale, industrielle, et environnementale, en physiologie, génétique, taxonomie, hygiène, agents antimicrobiens, ... concernant les bactéries, virus, champignons et parasites ».
Son siège est au 36 avenue Jean-Moulin à Paris.

## Histoire
L'Association des Microbiologistes de Langue française a été fondée le 28 octobre 1937, à Paris, son siège étant situé à l’institut Pasteur de Paris.
Les fondateurs créèrent à la même époque des filiales en Belgique, au Canada, et en Roumanie. Ultérieurement, des Sociétés nationales ont été fondées dans ces pays.
Le 12 janvier 1967, l'Association des microbiologistes de langue française, pour des raisons d’harmonisation avec celui des Sociétés étrangères, choisit le nom de Société française de microbiologie.

## Sections et groupes d'étude

### Sections
La SFM est composée de douze sections :
- Agents Anti-Infectieux
- Microbiologie Clinique
- Biodiversité et Evolution
- Microbiologie Environnementale
- Épidémiologie & Génomique des Populations
- Jeunes Microbiologistes
- Microbiologie des Aliments
- Biotechnologies Microbiennes
- Mycologie
- Pathogénie Microbienne
- Sûreté et Sécurité Biologiques
- Virologie

### Groupes d'étude
- Azay
- Bactéries lactiques
- BSPIT
- Comité de l'Antibiogramme
- Cytométrie et Microbiologie
- GEIG
- Groupe d'Histoire et Epistémologie
- Helicobacters
- Innovations pédagogiques et formations en microbiologie
- Microbiologie Durable
- MicMaC (Microbiome et Métagénomique Clinique)
- Micro-organismes émergents
- MucoMicrobes
- Mycobactéries
- Peptides Antimicrobiens
- PEPs (Périnatalité et Pathogènes)
- QUAMIC
- ReJMiC
- ReJMiF
- Staphylocoques
- VIrus et Greffes

## Organisation de la société
La SFM est gérée par un bureau issu du conseil d'administration. Le bureau se réunit chaque mois et le conseil d'administration deux fois par an. La permanence est assurée par le secrétariat.

## Représentations
La SFM représente la France dans ses domaines de compétences auprès de :
- Le comité français des unions scientifiques (COFUSI) par son comité national français de microbiologie constitué par les membres de son bureau.
- L'union internationale des sociétés de microbiologie (IUMS) dont elle est membre fondateur.
- La fédération européenne des sociétés de microbiologie (en) (FEMS)
- La fédération européenne pour la biotechnologie (en) (EFB)

La SFM est affiliée à : 
- CEFRACOR (Centre français de l'anticorrosion)
- ESCMID (Société européenne de microbiologie clinique et des maladies infectieuses (en))

La Société française de microbiologie est membre actif du Collège des Sociétés savantes académiques de France.